# 히카사촌
히카사촌(日笠村)은 오카야마현 와케군에 있던 촌이다. 현재의 와케정 오아자 히가사카미, 히가사시타, 호소, 기노쿠라에 해당한다.

## 역사
- 1889년 6월 1일 - 정촌제 시행에 수반해 와케군 히카사촌이 발족하였다.
- 1953년 4월 1일 - 혼조정, 와케정, 후지노촌, 이와부촌과 합병해 새로운 새롭게 와케정이 되었다.

## 교통

### 도로
- 국도 제429호선

## 참고문헌
- 和泉橋警察署 『新旧対照市町村一覧』第2冊（東京 ： 加藤孫次郎、1889（明22））
- 地名編纂委員会 『角川日本地名大辞典33 岡山県』（角川学芸出版、1989、ISBN 4040013301）